# Seznam zemětřesení ve střední Evropě 2019
Toto je seznam zemětřesení ve střední Evropě v roce 2019. V seznamu nejsou uvedena zemětřesení pocítěná ve střední Evropě, jejichž epicentrum se nacházelo mimo střední Evropu. Uvedena jsou zemětřesení ML 2.0 a více, která jsou obvykle pocítěna lidmi. Zemětřesení s lokálním magnitudem nad 3.5, která začínají způsobovat škody, jsou uvedena tučným písmem. 
V závorce je uvedena max. makroseismická intenzita jevu. Stupeň 1 znamená, že otřes nebyl pocítěn lidmi. Stupeň 2 a 3 značí, že zemětřesení bylo pocítěno, ale jen malou částí obyvatel v blízkosti epicentra. Stupeň 4 cítí v okruhu 20 km od epicentra většina obyvatel a několik lidí pociťuje zemětřesení i mnoho desítek km od epicentra. Zemětřesení se stupněm 5 nebo větší začíná působit škody a někteří lidé ho cítí na více než 100 km.

## Leden
Slovinsko, 55 km J od Lublaně, 10. ledna - ML 3.5 (4-5° EMS-98)
 Německo, 40 km JZ od Dusseldorfu, 11. ledna - ML 1.9 - 2.1 (1° EMS-98)
 Německo, 90 km JZ od Hannoveru, 16. ledna - ML 2.2 (3° EMS-98)
 Česko, 75 km SZ od Plzně, 23. ledna - ML 2.0 - 2.3 (3° EMS-98)
 Polsko, 55 km JV od Zelené Hory, 29. ledna - ML 4.6 (6-7° EMS-98)

## Únor
Rakousko, 55 km V od Innsbrucku, 1. února - ML 2.9 (3-4° EMS-98)
 Německo, 65 km SZ od Wiesbadenu, 2. února - ML 2.3 - 2.4 (2° EMS-98)
 Německo, 65 km SZ od Wiesbadenu, 11. února - ML 2.7 - 2.8 (3-4° EMS-98)
 Německo, 65 km SZ od Wiesbadenu, 12. února - ML 2.4 - 2.6 (3-4° EMS-98)

## Březen
Česko, 55 km JZ od Brna, 6. března - ML 2.6 (1-2° EMS-98)
 Maďarsko, 110 km SV od Záhřebu, 7. března - ML 3.8 (4-5° EMS-98)

## Duben
Německo, ? km, 10. dubna - ML 2.4 - 2.5 (2° EMS-98)

## Květen
Slovinsko, 60 km Z od Lublaně, 9. května - ML 3.1 (4° EMS-98)

## Červen
Německo, 45 km S od Erfurtu, 19. června - ML 2.2 (2-3° EMS-98)
 Německo, 30 km SZ od Innsbrucku, 28. června - ML 2.7 (3-4° EMS-98)

## Červenec
Polsko, 60 km JV od Zelené Hory, 5. července - ML 3.8 (4-5° EMS-98)
 Slovensko, ? km, 13. července - ML 3.4 (2-3° EMS-98)
 Německo, 55 km SV od Curychu, 31. července - ML 3.6 - 3.7 (4-5° EMS-98)
 Německo, 55 km SV od Curychu, 31. července - ML 3.1 - 3.2 (4° EMS-98)

## Srpen
Maďarsko, 95 km V od Budapešti, 11. srpna - ML 3.9 (5° EMS-98)
 Švýcarsko, 80 km J od Bernu, 23. srpna - ML 3.0 (3° EMS-98)
 Německo, ? km, 29. srpna - ML 3.4 - 3.5 (4° EMS-98)
 Česko, 20 km V od Ostravy, 30. srpna - ML 2.5 - 2.8 (2° EMS-98)

## Září
Švýcarsko, 80 km J od Curychu, 28. září - ML 2.6 - 2.7 (1-2° EMS-98)

## Říjen
Česko, 75 km SZ od Plzně, 2. října - ML 2.1 - 2.2 (2° EMS-98)
 Polsko, 25 km Z od Katowic, 10. října - ML 3.0 (3° EMS-98)
 Rakousko, 65 km Z od Salcburku, 23. října - ML 4.0 - 4.1 (5° EMS-98)
 Česko, 65 km J od Plzně, 25. října - ML 2.3 (2° EMS-98)

## Listopad
Německo, 60 km J od Stuttgartu, 4. listopadu - ML 3.8 - 3.9 (4-5° EMS-98)